# Jana Gantnerová-Šoltýsová
Jana Gantnerová-Šoltýsová  (* 30. September 1959 in Kežmarok) ist eine ehemalige tschechoslowakische Skirennläuferin. Zusammen mit Olga Charvátová bildete Jana Gantnerová-Šoltýsová das erfolgreiche alpine Skiteam der Tschechoslowakei Ende der 1970er Jahre und in den 1980er Jahren. Ihre Tochter Jana Gantnerová wurde ebenfalls Skirennläuferin.

## Biografie
Gantnerová-Šoltýsová nahm 1976 erstmals an Olympischen Winterspielen teil und gewann bei den Junioreneuropameisterschaften 1977 in Kranjska Gora die Goldmedaille im Riesenslalom vor Charvátová. Im Weltcup machte sie bereits 1975 als 16-Jährige mit einem sechsten Platz im Slalom von Cortina d’Ampezzo auf sich aufmerksam. Doch erst mit der Spezialisierung zur Abfahrerin vermochte sie sich in der absoluten Weltspitze zu etablieren. Sie erreichte im Dezember 1979 zwei Podestplätze in Piancavallo und Zell am See und feierte am 17. Dezember 1980 in der Abfahrt von Zauchensee ihren einzigen Weltcupsieg. Bei den Olympischen Winterspielen 1980 in Lake Placid wurde sie Zehnte und bei den Olympischen Winterspielen 1984 Fünfte in der Abfahrt. Bei Weltmeisterschaften, die nicht im Rahmen der Olympischen Spiele ausgetragen wurden, war ein 15. Platz in der Kombination 1982 ihr bestes Ergebnis. 1985 trat Gantnerová-Šoltýsová vom aktiven Skisport zurück.
Ihr Onkel Anton Šoltýs war ebenfalls Skirennläufer.

## Erfolge

### Olympische Winterspiele
(zählten bis 1980 zugleich als Weltmeisterschaften)
- Innsbruck 1976: 25. Riesenslalom, 33. Abfahrt
- Lake Placid 1980: 10. Abfahrt, 21. Riesenslalom
- Sarajevo 1984: 5. Abfahrt

### Weltmeisterschaften
- Garmisch-Partenkirchen 1978: 19. Abfahrt, 39. Riesenslalom
- Schladming 1982: 15. Kombination, 24. Abfahrt

### Weltcup
- Saison 1979/80: 5. Abfahrtsweltcup, 9. Kombinationsweltcup
- Saison 1980/81: 6. Abfahrtsweltcup
- Saison 1982/83: 7. Abfahrtsweltcup
- Saison 1983/84: 10. Abfahrtsweltcup
- 3 Podestplätze, davon 1 Sieg (Abfahrt in Zauchensee am 17. Dezember 1980)

### Weitere Erfolge
- Goldmedaille im Riesenslalom der Junioreneuropameisterschaften 1977
- Dritter Platz in der Slalomwertung des Europacups 1975/76